# Brian Hillery
Brian James Hillery (* 22. November 1937 in Spanish Point, County Clare, Irland; † 19. Januar 2021 in Dublin) war ein irischer Politiker der Fianna Fáil. Von 1989 bis 1992 war er Teachta Dála (Abgeordneter) des Unterhauses (Dáil Éireann) und von Oktober 1977 bis Mai 1982, von Februar 1983 bis Juni 1989 sowie von Februar 1993 bis Mai 1994 Mitglied des Seanad Éireann.

## Biografie
Hillery ist der Neffe von Patrick Hillery (1923–2008), dem Präsidenten von Irland (1976–1990).
Brian Hillery studierte am University College Dublin (UCD) und an der University of Georgia. Danach arbeitete er im Bankensektor und wurde 1974 Professor für Industriebeziehungen am UCD. 1977 wurde Hillery über die Arbeitsliste in den Seanad Éireann gewählt. Bei den Wahlen zum Dáil Éireann 1981 gelang es ihm nicht, für den Wahlkreis Dún Laoghaire einen Sitz zu erringen. Er konnte aber den Sitz im Seanad verteidigen. Im 16. Senat (zwischen 13. Mai und 21. Dezember 1982) war er nicht vertreten. Doch schon im Februar 1983 wurde Hillery wieder über die Arbeitsliste in den Seanad gewählt. Bei den Wahlen zum Dáil Éireann 1992 gelang es Hillery dann, in den Dáil für den Wahlkreis Dún Laoghaire einzuziehen. Doch bereits bei den Wahlen 1992 verlor er den Sitz erneut. Taoiseach Albert Reynolds nominierte ihn sodann für den Seanad Éireann. 1994 schied er jedoch aus und wurde geschäftsführender Direktor bei der Europäischen Bank für Wiederaufbau und Entwicklung. 1999 übernahm er bei der Unicredit das Irlandgeschäft. Von 2008 bis 2010 war er Direktor bei der irischen Zentralbank.
Hillery war ab 1973 mit Miriam verheiratet, mit der er fünf Kinder hatte.